# Andrew Rippin
Andrew Lawrence Rippin (* 16. Mai 1950 in London; † 29. November 2016 in Victoria) war ein kanadischer Islamwissenschaftler.

## Leben
Er wirkte als Professor für Geschichte und Dekan der Fakultät für Geisteswissenschaften an der University of Victoria. Seine akademischen Schwerpunkte waren die Geschichte der Entstehungszeit des Islam und die Interpretation des Korans in der klassischen Periode des Islam. 2006 wurde er zum Fellow der Royal Society of Canada ernannt. Einige Werke beziehen sich auf die Erforschung des Ibadismus. Rippin war ein Schüler von John Wansbrough und galt als ein wichtiger Vertreter der sogenannten „revisionistischen“ Schule der Islamwissenschaft, die für eine historisch-kritische Neuerforschung der Quellen zur islamischen Frühzeit steht.

## Schriften (Auswahl)
- mit Jan Knappert: Textual sources for the study of Islam. Chicago 1992, ISBN 0-226-72063-2.
- The Qur'an and its interpretative tradition. Aldershot 2001, ISBN 0-86078-848-2.
- Muslims. Their religious beliefs and practices. London 2012, ISBN 0415489393.
- mit Norman Calder und Jawid Mojaddedi: Classical Islam. A sourcebook of religious literature. London 2013, ISBN 978-0-415-50507-9.